# Barbara Schenk
Barbara Schenk (* 1938) ist eine deutsche Naturwissenschaftsdidaktikerin.

## Leben
Sie studierte in Freiburg und Berlin (Diplom Physik 1965). Nach der Promotion in der Experimentalphysik 1970 war sie von 1990 bis 2003 Professorin (C4) für Erziehungswissenschaft unter besonderer Berücksichtigung der Didaktik der Naturwissenschaften unter Einschluss der Didaktik der Chemie in Hamburg.

## Schriften (Auswahl)
- mit Adolf Kell (Hrsg.): Grundbildung: schwerpunktbezogene Vorbereitung auf Studium und Beruf in der Kollegschule. Königstein im Taunus 1978, ISBN 3-7610-3149-1.
- Hrsg.: Bausteine einer Bildungsgangtheorie. Wiesbaden 2005, ISBN 3-531-14656-4.